# Víctor Clark
Víctor José Clark Boscán (Punto Fijo, 29 de septiembre de 1982) es un político venezolano, gobernador del estado Falcón. También fue diputado a la Asamblea Nacional de Venezuela hasta el momento de tomar juramento como gobernador. Fue igualmente miembro de la Asamblea Nacional Constituyente de 2017.
Su carrera política comenzó cuando muy joven fue nombrado Subsecretario de la Asamblea Nacional (siendo el más joven en presidir ese cargo), y posteriormente fue nombrado secretario en sustitución de Ivan Serpa. El 31 de marzo de 2025, el secretario general del PSUV, Diosdado Cabello anuncio a los candidatos/as a para las Elecciones regionales de Venezuela de 2025, entre los nombres, el de Clark dónde se espera que gane su tercer periodo como gobernador, siendo el primero en ser el gobernador con 3 periodos consecutivos.

## Biografía

### Carrera política

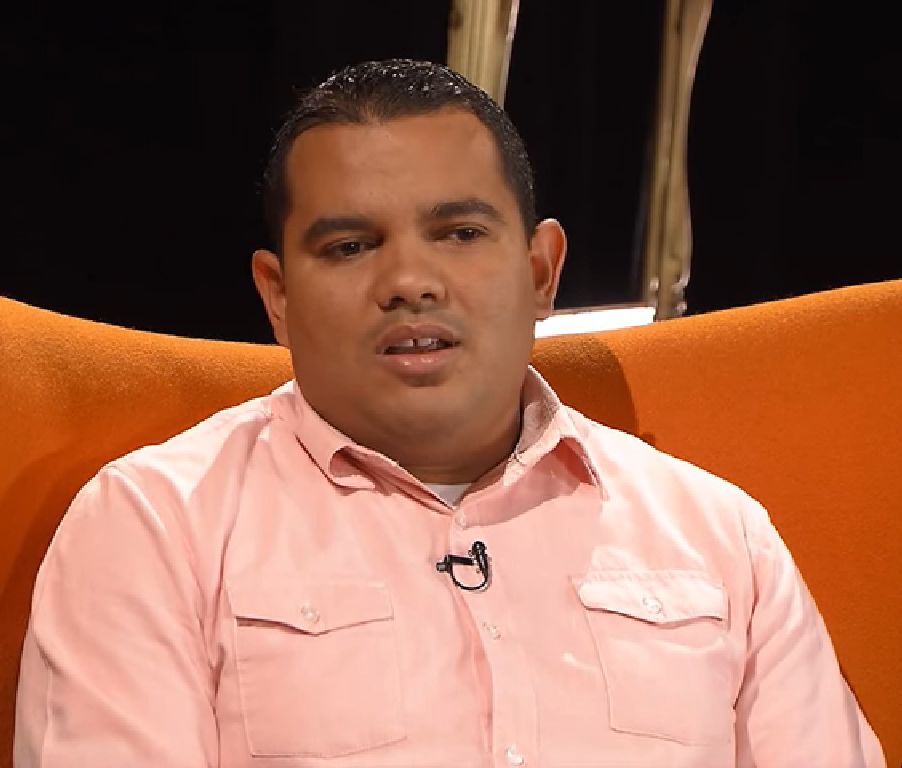
Víctor Clark en 2016.

Ocupó el cargo de Ministro del Poder Popular para la Juventud y Deportes en 2014, designado por el presidente de la República, Nicolás Maduro, hasta la disolución del mismo en 2015. Ese mismo año, el 6 de diciembre es elegido diputado por Falcón a la Asamblea Nacional.
El 9 de enero de 2017 solicitó a la Contraloría General de la República la apertura de una investigación a la Asamblea Nacional. Ese mismo día fue designado por el vicepresidente de Organización del PSUV, Francisco Ameliach como vicepresidente del PSUV en Aragua y Carabobo, en reemplazo a Tareck El Aissami quien fue designado Vicepresidente de la República, ejerció dicho cargo hasta el 10 de septiembre de 2018, cuando asumió la Vicepresidencia del Partido Socialista Unido de Venezuela en los estados Falcón y Lara.

## Gobernador de Falcón
El 10 de agosto de 2017, se postula formalmente a gobernador de Falcón apoyado por el Gran Polo Patriótico. El Sindicato de Trabajadores de la Prensa del Falcón denunció maltrato verbal por parte del equipo de campaña de Clark durante un mitin. Finalmente resulta elegido con el 51% de los votos en las elecciones regionales del 15 de octubre, afirmando que convertirá a Falcón en una "potencia turística e industrial", asumió como gobernador el 20 de octubre de 2017 en la ciudad de Coro, asimismo juramentó a su gabinete.
| \| Resultado de la elección regional en el Estado Falcón Octubre de 2017 Gobernador o Gobernadora del Estado. \| Resultado de la elección regional en el Estado Falcón Octubre de 2017 Gobernador o Gobernadora del Estado. \| Resultado de la elección regional en el Estado Falcón Octubre de 2017 Gobernador o Gobernadora del Estado. \| Resultado de la elección regional en el Estado Falcón Octubre de 2017 Gobernador o Gobernadora del Estado. \| Resultado de la elección regional en el Estado Falcón Octubre de 2017 Gobernador o Gobernadora del Estado. \| \| ---------------------------------------------------------------------------------------------------------- \| ---------------------------------------------------------------------------------------------------------- \| ---------------------------------------------------------------------------------------------------------- \| ---------------------------------------------------------------------------------------------------------- \| ---------------------------------------------------------------------------------------------------------- \| \| Candidato \| Candidato \| \| Votos \| Votos \| \| Victor Clark \| Victor Clark \| \| 52,44 % \| 52,44 % \| \| Eliezer Sirit \| Eliezer Sirit \| \| 43,93 % \| 43,93 % \| \| otros \| otros \| \| 03,48 % \| 03,48 % \| \| Porcentaje total: 99,85% \| \| \| \| \| |               |  |         |         |
| Resultado de la elección regional en el Estado Falcón Octubre de 2017 Gobernador o Gobernadora del Estado. |               |  |         |         |
| Candidato | Candidato     |  | Votos   | Votos   |
| Victor Clark | Victor Clark  |  | 52,44 % | 52,44 % |
| Eliezer Sirit | Eliezer Sirit |  | 43,93 % | 43,93 % |
| otros | otros         |  | 03,48 % | 03,48 % |
| Porcentaje total: 99,85% |               |  |         |         |

| \| Resultado de la elección regional en el Estado Falcón Noviembre de 2021 Gobernador o Gobernadora del Estado. \| Resultado de la elección regional en el Estado Falcón Noviembre de 2021 Gobernador o Gobernadora del Estado. \| Resultado de la elección regional en el Estado Falcón Noviembre de 2021 Gobernador o Gobernadora del Estado. \| Resultado de la elección regional en el Estado Falcón Noviembre de 2021 Gobernador o Gobernadora del Estado. \| Resultado de la elección regional en el Estado Falcón Noviembre de 2021 Gobernador o Gobernadora del Estado. \| \| ------------------------------------------------------------------------------------------------------------ \| ------------------------------------------------------------------------------------------------------------ \| ------------------------------------------------------------------------------------------------------------ \| ------------------------------------------------------------------------------------------------------------ \| ------------------------------------------------------------------------------------------------------------ \| \| Candidato \| Candidato \| \| Votos \| Votos \| \| Victor Clark \| Victor Clark \| \| 42,98 % \| 42,98 % \| \| Eliezer Sirit \| Eliezer Sirit \| \| 33,13 % \| 33,13 % \| \| Daniel Barrios \| Daniel Barrios \| \| 15,27 % \| 15,27 % \| \| Otros \| Otros \| \| 08,63 % \| 08,63 % \| \| Porcentaje total: 100.00% \| \| \| \| \| |                |  |         |         |
| Resultado de la elección regional en el Estado Falcón Noviembre de 2021 Gobernador o Gobernadora del Estado. |                |  |         |         |
| Candidato | Candidato      |  | Votos   | Votos   |
| Victor Clark | Victor Clark   |  | 42,98 % | 42,98 % |
| Eliezer Sirit | Eliezer Sirit  |  | 33,13 % | 33,13 % |
| Daniel Barrios | Daniel Barrios |  | 15,27 % | 15,27 % |
| Otros | Otros          |  | 08,63 % | 08,63 % |
| Porcentaje total: 100.00% |                |  |         |         |

## Nota
1. ↑  como Ministro de Juventud y Deportes